# Alexander Gawrilowitsch Schljapnikow

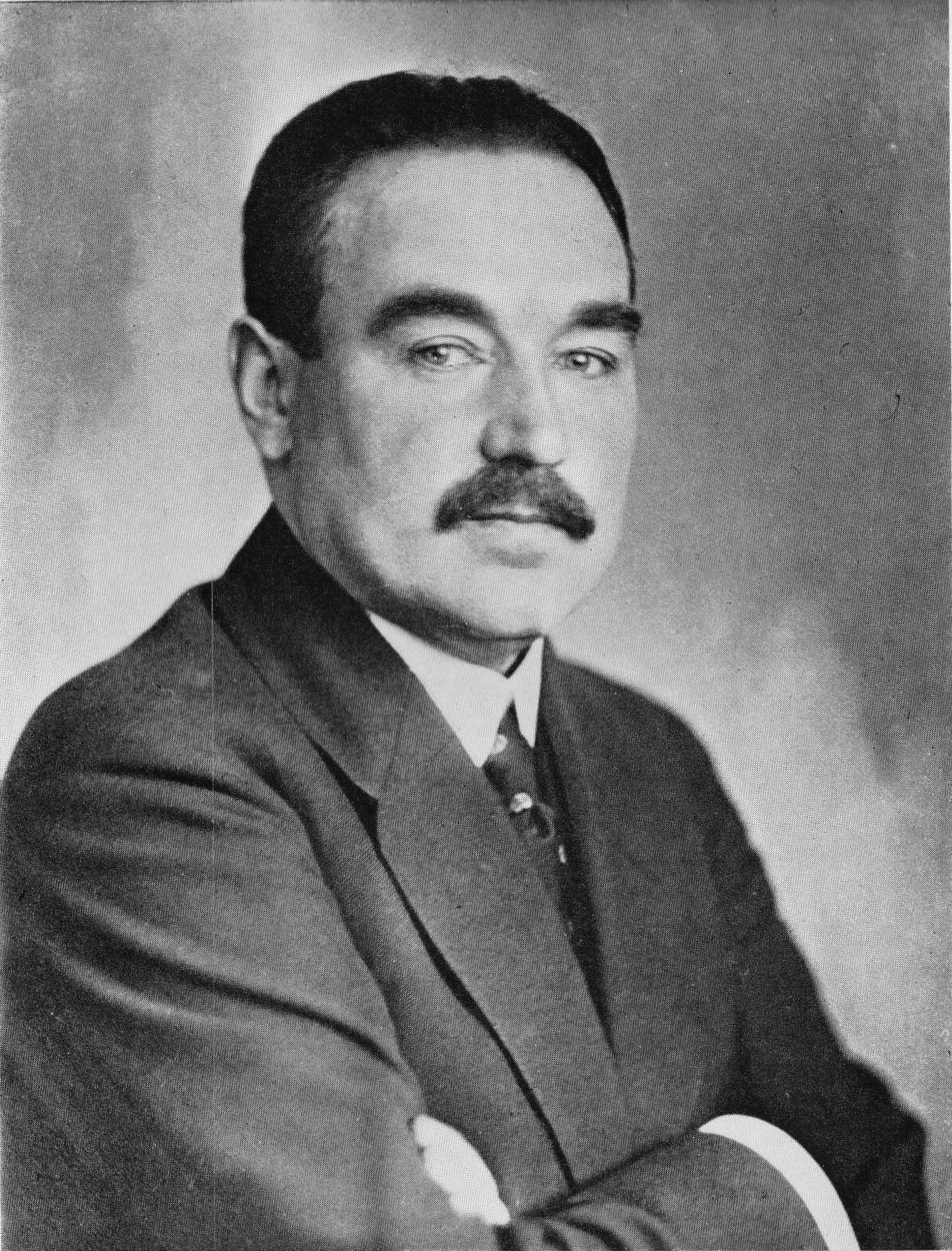
Alexander Schljapnikow

Alexander Gawrilowitsch Schljapnikow (russisch Александр Гаврилович Шляпников; * 30. August 1885 in Murom; † 2. September 1937 in Moskau) war ein russischer Gewerkschafter und Politiker.

## Leben
Alexander Schljapnikow war Metallarbeiter und seit 1901 Mitglied der Sozialdemokratischen Arbeiterpartei Russlands, seit 1918 Kommunistische Partei Russlands, später Kommunistische Partei der Sowjetunion (KPdSU). Nach Jahren im Gefängnis und in Verbannung sorgte er während des Ersten Weltkriegs für die Verbindung Lenins mit der Partei in Russland. Nach der Oktoberrevolution wurde er Minister für Arbeit in der ersten Sowjetregierung und wichtigster Führer der Arbeiteropposition. Im Jahr 1933 wurde er aus der KPdSU ausgeschlossen und 1935 wegen angeblicher Fortführung dieser oppositionellen Gruppe zu fünf Jahren Haft verurteilt. 1937 wurde er während des Großen Terrors zum Tode verurteilt und erschossen.